# Herpetostrongylini
Die Herpetostrongylini sind eine Tribus der Fadenwürmer mit 54 Arten, die im Darm von Reptilien und australischen Beuteltieren parasitieren.

## Merkmale
Herpetostrongylini sind Trichostrongyliden mit einer gut entwickelten Mundkapsel und einem ösophagealen dorsalen Zahn. Die Mundöffnung ist von sechs Lippen umgeben oder wird von zwei kieferartigen Strukturen gebildet. Die Weibchen sind didelphisch, haben also paarige Geschlechtsorgane, der Ovijektor ist ungleich geteilt. Die Bursa copulatrix der Männchen gehört zum Typ 3-2 oder hat einen stark vergrößerten Dorsallappen, was sie eindeutig von der ansonsten ähnlichen Tribus Nicollinini unterscheidet.

## Systematik
Hodda (2022) gliedert die Herpetostrongylini in zwei Untertribus und elf Gattungen:
- Globocephaloidinii
  - Amphicephaloides
  - Globocephaloides
- Herpetostrongylinii
  - Austrostrongylus
  - Beveridgiella
  - Dessetostrongylus
  - Herpetostrongylus
  - Nasistrongylus
  - Paraustrostrongylus
  - Patricialina
  - Vaucherus
  - Woolleya